# 아드리안 보네
아드리안 하비에르 보네 산체스(Adrián Javier Bone Sánchez, 1988년 9월 8일, 에스메랄다스 ~)는 에콰도르의 국가대표 축구 선수로, 현재 에멜레크에서 골키퍼로 활약하고 있다.

## 클럽 경력
보네는 LDU 쿠엔카, 아우카스, ESPOLI, 데포르티보 키토, 엘 나시오날에서 활약했다. 데포르티보 키토 시절, 보네는 에콰도르 세리에 A 2011 우승을 거두었다.

## 국가대표팀 경력
2011년, 그는 에콰도르 성인 국가대표로 데뷔전을 치렀다.
2014년 6월, 그는 2014년 FIFA 월드컵에 참가하게 될 에콰도르의 최종 엔트리에 들었다.